# Perjurio
El perjurio es un delito que consiste en dar falso testimonio bajo juramento ante una autoridad pública.
La figura tiene una especial relevancia en el ámbito de los tribunales de justicia y, en particular, en lo referente a su aplicación a los testigos que puedan presentarse en un juicio. El testigo tiene la obligación legal de decir la verdad, y en el caso de que incumpliese su obligación, podría ser procesado por la vía penal. El delito de perjurio es, por tanto, una garantía a la hora de dar un mayor valor a la prueba testifical.
Por otra parte, si bien el ámbito habitual de aplicación de este delito es en el marco de los tribunales, también cabe en todos aquellos casos en los que la ley exige a una persona un juramento o promesa de decir la verdad, y esta la incumple.
Normalmente los imputados en una causa penal, en los ordenamientos jurídicos modernos, están exentos de la obligación de decir la verdad o, al menos, pueden negarse a contestar. Gracias a esa exención no cometerían perjurio si, mientras se defienden, no dijesen la verdad de los hechos al tribunal.
La diferencia tiene una gran importancia en el aspecto procesal de la investigación de un delito. Si una persona es citada ante el juez en calidad de testigo, su obligación legal sería la de decir la verdad, mientras que si acude como imputado tiene una mayor posibilidad de defensa.
La falsificación documentaria, falsedad ideológica o falsificación ideológica es una variante del perjurio para cuando la declaración es escrita.

## El perjurio en España
El término perjurio no existe como término jurídico en España, aplicándose en su lugar el falso testimonio. El Código Penal de España regula el falso testimonio en los artículos del 458 al 462 dentro de los delitos contra la Administración de Justicia. El artículo 458 establece lo siguiente:
1. El testigo que faltare a la verdad en su testimonio en causa judicial, será castigado con las penas de prisión de seis meses a dos años y multa de tres a seis meses.
2. Si el falso testimonio se diera en contra del reo en causa criminal por delito, las penas serán de prisión de uno a tres años y multa de seis a doce meses. Si a consecuencia del testimonio hubiera recaído sentencia condenatoria, se impondrán las penas superiores en grado.
3. Las mismas penas se impondrán si el falso testimonio tuviera lugar ante Tribunales Internacionales que, en virtud de Tratados debidamente ratificados conforme a la Constitución Española, ejerzan competencias derivadas de ella, o se realizara en España al declarar en virtud de comisión rogatoria remitida por un Tribunal extranjero.

## El perjurio en Estados Unidos de América
Quien ... 
(1) Haya juramentado ante un tribunal competente, oficial, o persona a la cual la ley de los Estados Unidos de América haya otorgado autorización para poner bajo juramento, que la persona testificará, declarará, depondrá, y/o certificará verdadero, o en un testimonio escrito, declaración o deposición, o que certifique con firma, que es verdad, y que voluntariamente y contrario al juramento o subescriba cualquier asunto material el cual no se considere legítimo; o
(2) en cualquier declaración, certificado, verificación o declaración escrita bajo la pena de perjurio según permitida por la sección 1746 del título 28 del código de los Estados Unidos, voluntariamente suscribe como verdadero cualquier material el cual no se cree que sea legítimo; es culpable de perjurio y ha, excepto en casos provisto por ley, de ser multado bajo este título o encarcelado por no más de 5 años, o ambos. Esta sección se aplica en cualquier declaración o subescrito dentro o fuera de los Estados Unidos.